# Universidad UCINF
Die Universidad UCINF (ehemals Universidad de Ciencias de la Informática; deutsch Universität UCINF; Universität der Informatikwissenschaften) mit Sitz in Santiago de Chile wurde am 14. Juli 1989 gegründet und ist eine der autonomen Universitäten in Chile und eine Hochschulen mit Promotionsrecht die der Pflege und Entwicklung der Wissenschaften durch Forschung, Lehre und Studium dient.
Die Hochschule verfügt über drei Standorte in Providence und Puente Alto, und einem Institut für Technologie in Melipilla. Zentralcampus „Pedro de Valdivia“ mit Klassenräume, Laboratorien, Bibliothek und Casino sowie den „Melipilla Campus“ und den „Puente Alto Campus“.
Ein umfassendes Fächerspektrum in den Bereichen Technik, Wirtschaft, Psychologie und Erziehung bietet Universalität sowie vermittelt ihren Studenten wissenschaftsbezogene Berufsqualifikationen an.
Die Fakultäten gliedern sich in die einzelnen Institute oder Seminare, an denen die jeweiligen Fächer unterrichtet werden. Diese Einrichtungen werden von einem der dort lehrenden Professoren mit dem Titel Institutsdirektor geleitet.
Nach dem erfolgreichen Examen bekommt der Student einen fakultätsspezifischen akademischen Grad (Diplom, Magister etc.) verliehen, der berufsqualifizierend ist.

## Fakultäten
- Ingenieurwissenschaften
- Architektur
- Humanwissenschaften
- Pädagogik
- Recht und Unternehmensführung
- Gesundheitswissenschaften

## Bekannte Professoren
- Peter Aubrey Roberts Vergara
- Felix Lagreze
- Romilio Gutierez Pino